# کالج‌های هنرهای آزاد در ایالات متحده

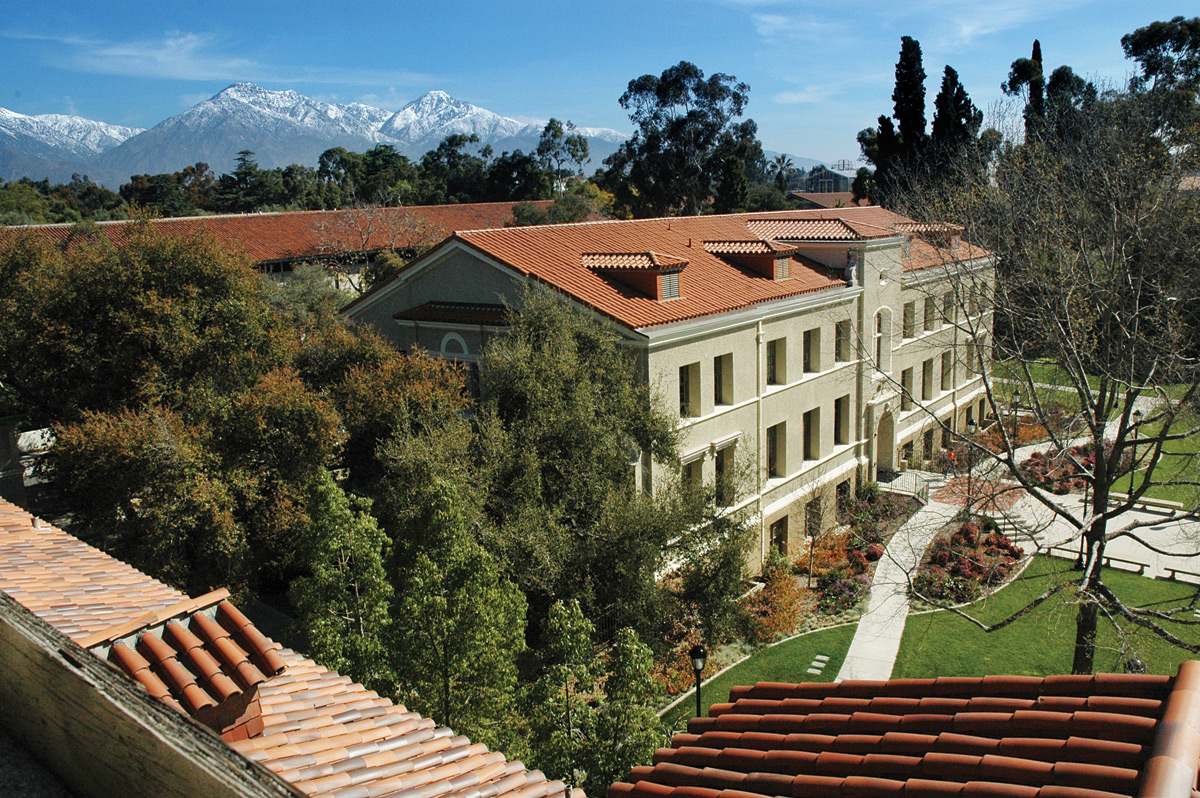
کالج پومونا، یک کالج هنرهای آزاد در آمریکا، کلرمونت، کالیفرنیا

کالج‌های هنرهای آزاد در ایالات متحده (به انگلیسی: Liberal arts colleges in the United States) مؤسسات آموزش عالی در مقطع کارشناسی در ایالات متحده هستند که بر روی آموزش هنرهای لیبرال تمرکز دارند. دانشنامه بریتانیکا مختصر هنرهای لیبرال را به عنوان «برنامه درسی کالج یا دانشگاه با هدف انتقال دانش عمومی و توسعه ظرفیت‌های فکری عمومی، برخلاف برنامه درسی حرفه‌ای، حرفه‌ای یا فنی» تعریف می‌کند. به‌طور کلی، یک دوره تحصیلی تمام وقت و چهار ساله در یک کالج هنرهای آزاد، دانشجویان را به کسب مدرک کارشناسی هنر یا کارشناسی علوم سوق می‌دهد.
این مدارس مؤسسات آموزش عالی آمریکایی هستند که به‌طور سنتی بر آموزش تعاملی (اگرچه تحقیقات هنوز جزء این مؤسسات است) در سطح کارشناسی تأکید می‌کنند. در حالی که هیچ استاندارد قانونی در سطح کشور در ایالات متحده وجود ندارد، اصطلاح «دانشگاه» در درجه اول برای تعیین موسسات تحصیلات تکمیلی و تحقیقاتی استفاده می‌شود و برای موسسات اعطای دکترا اختصاص دارد، و برخی از ایالت‌های ایالات متحده مانند ماساچوست، فقط یک مدرک اعطا می‌کنند. مدرسه «وضعیت دانشگاه» اگر برنامه‌های تحصیلات تکمیلی را در چندین رشته ارائه دهد.
این کالج‌ها همچنین سطح بالایی از تعامل دانشجو و معلم را تشویق می‌کنند که در مرکز آن کلاس‌هایی است که توسط اساتید تمام وقت تدریس می‌شود. آنها به دلیل مسکونی بودن شهرت دارند و ممکن است تعداد ثبت نام، اندازه کلاس و نسبت دانشجو به معلم کمتری نسبت به دانشگاه‌ها داشته باشند.